# حد السكين (مسلسل)

## البطولة
| - عبلة كامل: (فريدة) - جميل راتب - محمود الجندي - لطفي لبيب - وسام حمدي - غريب محمود - فهمي الخولي - محمد كريم - تغريد فهمي - ياسمين الجيلاني - هشام سليم - عزت أبو عوف - محمد الشقنقيري - عبد الله فرغلي - يوسف فوزي | - سعيد طرابيك - محمد كامل - هدى سلطان - رانيا فريد شوقي - سهام جلال - ماجدة الخطيب - وفاء صادق - عنبر - أحمد الدمرداش - رحاب علي - فهمي شتيوي - أحمد دياب - عواطف حلمي - طارق كمال - طلعت الشريف | - نجلاء عامر - حسن شبل - خالد طلعت - رحاب أحمد - محي الدين عبد الحميد - محمد توفيق - عبد السلام الدهشان - مجدي شكري - أحمد عمار - شريف عواد - ليلى الإسكندرانية - إحسان الترك (إحسان ترك) - هدى الصيفي - يوسف العسال | - هيثم محمد - مصطفى رجب - مصطفى الدمرداش - رضا إدريس - محمد يحيى - محمد جبريل - محمد عبد الحليم - فتحية طنطاوي - ناهد السباعي - سعيد الصالح - تامر يسري - عثمان محمد علي - جميلة عزيز - حماده عساكر | - ناني سعد الدين - طلعت زكريا - سيد مصطفى - نادية العراقية - هانم محمد - فاروق رمضان - عبد الرحيم حسن - حمدي حفني - مصطفى القسط - سامي مغاوري - عمرو شميس (عمرو أحمد) - عاصم نجاتي - أحمد فوزي المهر - سيد الطيب |

## وصلات خارجية
- وجوه عبلة كامل في مسلسل «امرأة على حد السكين» - 12 تشرين الثاني 2003
- حد السكين على موقع فيلفان